# Curgies
Curgies – miejscowość i gmina we Francji, w regionie Hauts-de-France, w departamencie Nord.
Według danych na rok 1990 gminę zamieszkiwały 1163 osoby, a gęstość zaludnienia wynosiła 191 osób/km² (wśród 1549 gmin regionu Nord-Pas-de-Calais Curgies plasuje się na 514. miejscu pod względem liczby ludności, natomiast pod względem powierzchni na miejscu 587.).